# 바오산구 (상하이시)

바오산 구의 위치

바오산구(한국어: 보산구, 중국어: 宝山区, 병음: Bǎoshān Qū)는 중화인민공화국 상하이시에 위치한 시할구이다. 넓이는 300km2이고, 인구는 2007년 기준으로 830,000명이다(주민등록인구 기준). 상주 인원은 125.48만명이다.

## 지리
상하이시 북부에 위치해, 동쪽에는 황푸강에, 남쪽은 양푸 구, 훙커우 구, 자베이 구, 푸퉈 구, 서쪽은 자딩 구에 접하고 있다. 지역은 온조빈(蕰藻浜, 하천명)을 따라 남북으로 양분되어 우송 대교, 웬촨루(蕰川路) 대교, 장양루 대교, 탕챠오 대교에 의해 연결된다.
중국의 최대의 강철 종합생산기업인 바오산 강철 집단공사나 쓰퉁커우 발전소(石洞口発電所) 등 대형 기업 외에도 상하이 대학의 메인 캠퍼스 소재지이다.
연평균 기온은 15.7℃이고 연평균 강수량은 1,056.8mm이다.

## 역사
구명은 구내의 산 이름에서 유래한다. 1412년(영락 10년), 당시 해안에 위치하고 있던 바오산 지구 인구(人口)의 산을 쌓아 올려 항해용의 표지로 만들었는데 영락제에 의해 바오산이라고 명명해졌다. 바오산은 1582년(만력 10년)에 바다 속에 매몰되었지만 그 명칭이 현재까지 계속되고 있다.
원래는 장쑤성 가정현에 속해 있었지만, 1742년(옹정 2년)에 바오산 으로서 분할되었다. 1928년, 바오산 구내의 자베이, 장완, 은행, 오송, 팽포, 진여, 가오챠오의 7 시향이 상하이 특별시에 편입되었다. 1937년 이후는 전역이 상하이 시에 편입되어 온조빈 이북이 바오산 에, 이남이 시 심구(장완)와 후베이 구(滬北区)로, 장흥 지구는 푸둥부 구로 개편되었다. 전후에는 상하이 시로 원래의 것 이외는 전쟁 전의 행정구역으로 되돌려져서 장수성 관할의 바오산 이 되었다가 1988년 1월, 바오산 현에서 상하이 시의 시할구로 승격해 현재에 이르고 있다.

## 행정구역
하부에 3개 가도, 9개 진을 관할한다.
- 가도
  - 呉淞街道
  - 友誼路街道
  - 張廟街道
- 진
  - 月浦鎭
  - 羅店鎭
  - 大場鎭
  - 楊行鎭
  - 羅涇鎭
  - 顧村鎭
  - 高境鎭
  - 廟行鎭
  - 淞南鎭

## 같이 보기
- 우쑹구